# Azurcichlide
Der Azurcichlide (Sciaenochromis fryeri) ist ein Süßwasserzierfisch aus der Familie der Buntbarsche (Cichlidae). Er stammt aus dem Malawisee in Afrika.

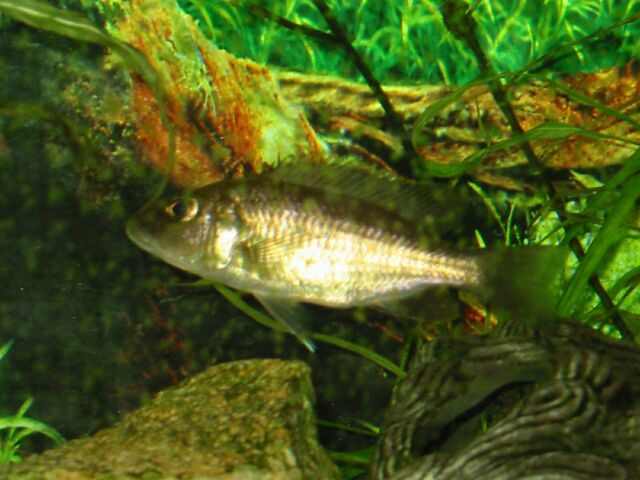
Azurcichlide, Weibchen

Wissenschaftlich beschrieben wurde der Buntbarsch erst 1993 durch Ad Konings, den Verfasser mehrerer wissenschaftlicher Bücher über die Cichliden im Malawisee. Eingeführt wurde der Fisch aber schon seit Mitte der 1970er Jahre.
Die Tiere haben eine Körperlänge von maximal 20 cm und sind recht schwimmfreudig, was bei der Wahl der Beckengröße berücksichtigt werden sollte (ab 150 cm). Je nach Herkunft und Haltungsbedingungen beginnen sich die Jungtiere ab 5 cm umzufärben.
Namensgebend ist die stahlblaue Färbung der männlichen Tiere, die Weibchen sind eher unscheinbar braun gefärbt. Neuerdings tauchen im Handel auch durch Zuchtauslese entstandene Fische mit weißer Blässe auf. Diese Tiere werden „Iceberg-Ahli“ genannt.
In ihrer natürlichen Umgebung ernähren sich die Tiere von Fischen und kleinen Wirbellosen, im Aquarium sind sie gierige Allesfresser. Die Nachzucht des Azurcichliden im Aquarium ist möglich, die Tiere sind im weiblichen Geschlecht Maulbrüter.